# Ernst Hack
Ernst Hack (ur. 16 grudnia 1946 w Ternbergu, zm. 1 czerwca 1986 w Gramastetten) – austriacki zapaśnik walczący w obu stylach. Olimpijczyk z Monachium 1972, gdzie odpadł w eliminacjach turnieju w kategorii 57 kg.
- Turniej w Monachium 1972 – styl wolny

Przegrał z Hideaki Yanagidą z Japonii i zawodnikiem Korei Południowej An Jae-wonem.
- Turniej w Monachium 1972 – styl klasyczny

Przegrał z Mongołem Czimedbadzarynem Damdinszarawem i Włochem Francesco Scuderim.